# آپولودور ۱۲۶۰۹
سیارک ۱۲۶۰۹ (به انگلیسی: 12609 Apollodoros، نام‌گذاری: 2155P-L) دوازده هزار و ششصد و نهمین سیارک کشف شده‌است که در ۲۴ سپتامبر ۱۹۶۰ کشف شد.